# Renee Victor
Renee Victor (San Antonio, 25 luglio 1938 – Los Angeles, 30 maggio 2025) è stata un'attrice statunitense.

## Biografia
Raggiunse la notorietà principalmente per le sue apparizioni in E.R. - Medici in prima linea, Il segnato e per il suo lavoro di doppiaggio nel videogioco The Elder Scrolls V: Skyrim e nel film Coco.

## Filmografia

### Cinema
- Masquerade (1984)
- Un medico, un uomo (1991)
- Il gemello scomodo (1995)
- L'apostolo (1997)
- Team Knight Rider (1998)
- L'angelo del male (1998)
- Il meraviglioso abito color gelato alla panna (1998)
- Mamma mi sono persa il fratellino! (1999)
- Assassination Tango (2001)
- All You've Got (2006)
- I Love Shopping (2009)
- Childrens Hospital (2010)
- Il segnato (2014)
- Vida (2018)
- Superfly (2018)
- The Green Ghost (2018)

### Televisione
- Hotel (1983–1985)
- Top Secret- serie TV, episodio 2x12 (1985)
- George Burns Comedy Week - serie TV, 1 episodio (1985)
- Matlock - serie TV, episodio 2x07 (1987)
- Bob  - serie TV, episodio 1x13 (1993)
- The Parent 'Hood - serie TV, episodi 2x16 - 2x20 (1996)
- Men Behaving Badly - serie TV, episodio 1x07 (1996)
- Time Well Spent - film TV (1996)
- The Tony Danza Show - serie TV, episodio 1x05 (1997)
- Four Corners - serie TV (1998)
- Team Knight Rider - serie TV 1x21 (1998)
- A Family in Crisis: The Elian Gonzales Story - filmTV (2000)
- Così è la vita - serie TV (2000)
- Squadra Med - Il coraggio delle donne - serie TV, episodio 2x04 (2001)
- Mister Sterling - serie TV, episodio 1x03 (2003)
- The Ortegas - serie TV (2003)
- E.R. - Medici in prima linea - serie TV, 6 episodi (2004)
- Weeds - serie TV, 22 episodi (2005-2012)
- House of Payne - serie TV, 5 episodi (2006 - 2010)
- Women's Murder Club - serie TV, episodio 1x08 (2007)
- House of Payne (2008–2009)
- Childrens Hospital - serie TV, episodio 2x01 (2010)
- Forever Young at Heart - serie TV (2011)
- Saint George - serie TV, episodio 1x02 (2014)
- Major Crimes - serie TV, episodio 3x02 (2014)
- Le streghe dell'East End - serie TV, 2 episodi (2014)
- Vida - serie TV, 4 episodi (2018-2019)

## Doppiaggio

### Animazione
- Coco (2017)

### Serie animate
- La famiglia Addams (1992–1993)

### Videogiochi
- The Elder Scrolls V: Skyrim - Ahjisi / Ahkari / Atahbah / Khayla / Ra'zhinda / Shavari /Tsavani / Tsrasuna / Zaynabi (voce) (2011)

## Doppiatrici italiane
Nelle versioni in italiano delle opere in cui ha recitato, Renee Victor è stata doppiata da:
- Doriana Chierici in Weeds, Snowpiercerer
- Graziella Polesinanti in All Rise, Mayans M.C.
- Paila Pavese in Amiche per la morte - Dead to Me
- Antonella Giannini in With Love

Da doppiatrice è sostituita da:
- Doriana Chierici in Coco